# Bonnetia multinervis
Bonnetia multinervis är en tvåhjärtbladig växtart som först beskrevs av Bassett Maguire, och fick sitt nu gällande namn av J.A. Steyerm.. Bonnetia multinervis ingår i släktet Bonnetia och familjen Bonnetiaceae. Inga underarter finns listade i Catalogue of Life.